# Riyadh Street Circuit
Riyadh Street Circuit – tor uliczny znajdujący się w miejscowości Ad-Dirijja w Arabii Saudyjskiej. Odbywa się na nim ePrix Ad-Dirijji. Pierwszy wyścig na torze odbył się 15 grudnia 2018 roku w ramach mistrzostw Formuły E.